# Manobra de Heimlich

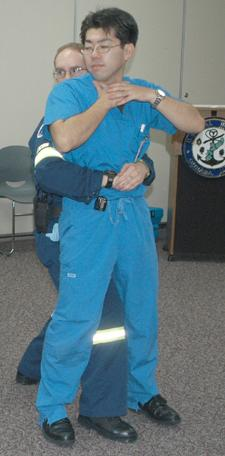
Demonstração do exercício correto da Manobra de Heimlich

As compressões abdominais, também conhecidas como manobra de Heimlich ou manobra de Heimlich, são procedimentos de primeiros socorros usados para tratar obstruções das vias aéreas superiores (ou sufocamento) por objetos estranhos. O médico americano Henry Heimlich é frequentemente creditado por sua criação. A execução de compressões abdominais envolve um socorrista em pé atrás do paciente e usando as mãos para exercer pressão na parte inferior do diafragma. Isso comprime os pulmões e exerce pressão sobre qualquer objeto alojado na traqueia, com a esperança de expulsá-lo.
A maioria dos protocolos modernos, incluindo os da American Heart Association, American Red Cross e European Resuscitation Council, recomendam vários estágios para obstruções das vias aéreas, projetados para aplicar cada vez mais pressão. A maioria dos protocolos recomenda encorajar a vítima a tossir, seguida de tapas nas costas e, finalmente, compressões abdominais ou torácicas como último recurso. Algumas diretrizes também recomendam alternar entre compressões abdominais e tapas nas costas.